# برسس
بِرسس بلدة ليبية صغيرة يبلغ عدد سكانها نحو 3000 نسمة وتقع ضمن الحدود الإدارية لمدينة توكرة شرقي ليبيا والتي تتبع إداريا محافظة بنغازي الكبرى، كما تبعد برسس عن مدينة بنغازي نحو 57 كيلومتراً باتجاه الشرق.
تعرضت بوابة المدينة في 22 ديسمبر 2013 لهجوم انتحاري بسيارة ملغومة عند توقفها في البوابة حيث استهدف جنوداً من الجيش الليبي يقومون بمراقبة البوابة التي تعد المدخل الشرقي لمدينة بنغازي ثاني أكبر مدن البلاد. ما أسفر عن مقتل 13 جندياً من الجيش الليبي. واعتبر أول هجوم انتحاري بعد ثورة 17 فبراير.
سبق أن تم القبض في تلك البوابة على عدد من الأشخاص المحسوبين على جماعات إسلامية متطرفة وبحوزتهم معدات تفجير وأسماء شخصيات بهدف الاغتيال حيث كانوا في طريقهم إلى بنغازي قادمين من شرق البلاد.
تعرضت بوابة البلدة لهجوم ثانٍ ليلة 11 يونيو 2014 من قبل انتحاري، وأسفر التفجير عن مقتل الانتحاري، وإصابة ستة من عناصر الأمن.